# Les aventures extraordinaires d'Adèle Blanc-Sec
Les aventures extraordinaires d'Adèle Blanc-Sec (no Brasil: As Múmias do Faraó) é um filme francês de 2010 baseado na série de banda desenhada franco-belga homônima  dirigada por Luc Besson.

## Elenco
- Louise Bourgoin - Adèle Blanc-Sec
- Mathieu Amalric - Dieuleveult
- Gilles Lellouche - Inspetor Léonce Caponi
- Jean-Paul Rouve - Justin de Saint-Hubert
- Jacky Nercessian - Marie-Joseph Esperandieu
- Philippe Nahon - Professor Ménard
- Nicolas Giraud - Andrej Zborowski
- Laure de Clermont - Agathe Blanc-Sec
- Gérard Chaillou - Presidente Armand Fallières
- Serge Bagdassarian - Choupard
- Claire Perot - Nini les Gambettes
- François Chattot - Pointrenaud
- Youssef Hajdi - Aziz